# Resina artificiale
Con resina artificiale (o resina sintetica) si intende in genere un materiale viscoso, di aspetto simile alla resina vegetale, capace di indurirsi a freddo o a caldo. Si tratta in genere di un'ampia classe di differenti e complessi polimeri, che si possono ottenere con una grande varietà di metodi e materie prime.
Fra le resine sintetiche più comuni citiamo le resine fenoliche, le resine acriliche, le resine epossidiche, le resine poliestere insature (UPR, Unsaturated Polyester Resin), le resine vinilestere (VE), le resine termoplastiche, le resine termoindurenti e gli elastomeri.
Una resina sintetica non viene in genere commercializzata come tale, ma ne vengono venduti i suoi precursori, nella forma di due componenti separati — l'oligomero e l'agente reticolante — che vengono miscelati al momento dell'uso. La miscelazione innesca la reazione di reticolazione che trasforma l'oligomero, solitamente un liquido oleoso poco viscoso capace di adattarsi ai più piccoli dettagli dello stampo, nel polimero solido, una materia plastica solitamente trasparente che può venire successivamente lavorata, colorata e decorata.

## Applicazioni
Gli usi delle resine artificiali sono i più disparati. 
Vari tipi di resine artificiali sono utilizzati come matrici per i materiali compositi, oppure come basi per adesivi (ad esempio i cianoacrilati).
Altri impieghi includono materiali edilizi (pannelli, condotte eccetera) oppure le resine a scambio ionico per la purificazione dell'acqua.
Anche in campo artistico si usano tali resine (in genere resine poliestere), ad esempio nella produzione di figurine e statue in plastica come alternativa (più leggera e meno tossica) al piombo metallico.
Nel campo del restauro, inoltre, le resine, come ad esempio il Paraloid B72, sono molto usate per il consolidamento di oggetti ammalorati e per la stuccatura di lacune in miscela con inerti.
Un altro settore importante per le resine artificiali è quello delle fonderie. Infatti le resine (es. fenoliche, furaniche) costituiscono un prodotto fondamentale nella produzione di getti di metallo- che può essere alluminio, ghisa, acciaio o rame. Unita alla sabbia, la resina forma l'anima dentro cui viene colato il metallo in forma liquida che poi, raffreddando, assumerà la forma dell'anima di sabbia e resina.